# Projektový trojimperativ

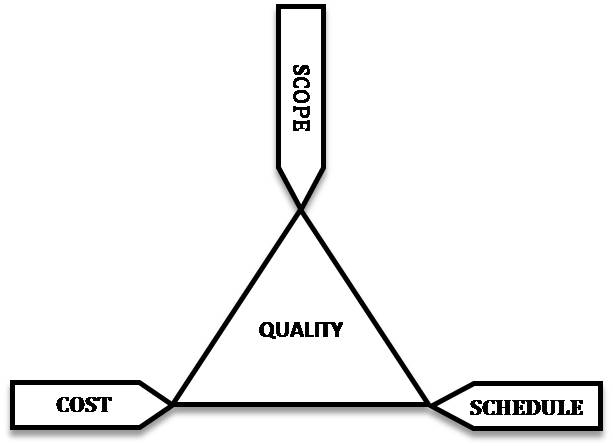
Projektový trojimperativ

 Projektový trojimperativ (anglicky také Triple Constraint nebo the Iron Triangle) je grafickým modelem základních parametrů projektu. Tyto základní parametry jsou vyneseny jako vzdálenosti na tři osy v rovině. Spojením těchto tří bodů vzniká trojúhelník, který vyjadřuje provázanost jednotlivých veličin. Změna jednoho z parametrů vede ke změně minimálně jednoho z dalších. 

## Základní parametry projektu
- Rozsah projektu (Výsledky) - SCOPE
- Náklady (Zdroje) - COST
- Časový rámec projektu (harmonogram) - SCHEDULE

### Příklad
Máme projekt, který byl naplánován na čtyři týdny a měli na něm pracovat tři lidé. Pokud je například jeden z nich přeřazen na jinou práci – dochází ke změně jednoho z projektových omezení.
Uvedená teorie potom nabízí tři základní možnosti řešení:
- korigovat zdroj na původní hodnotu – například prací přesčas, nebo ji doplnit jiným způsobem
- prodloužit závěrečnou lhůtu,
- dohodnout změnu rozsahu.

### Různé interpretace
V některých zdrojích bývá přidáván jako čtvrtý parametr kvalita, která bývá uváděna jako obsah uvedeného trojúhelníku, nebo dokonce jako čtvrtý vrchol. 
Náklady, lidské zdroje a dokonce i rizika projektu bývají také odlišovány jako samostatná omezení a graficky zachycovány jako druhý trojúhelník. 

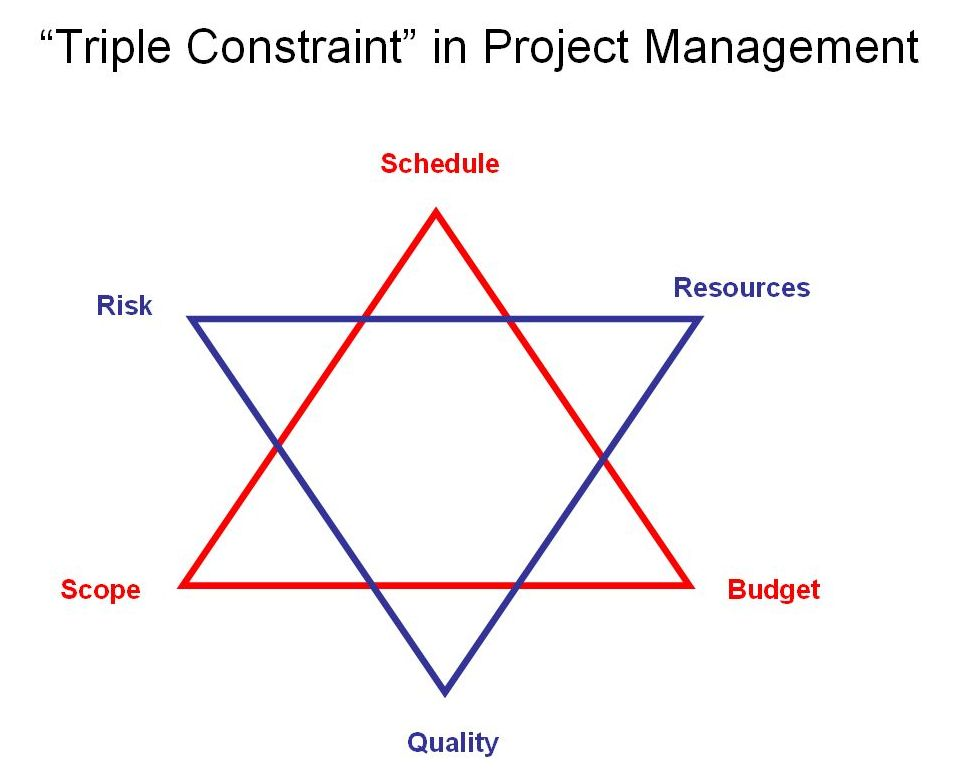
Omezení ve formě hvězdy podle PMBOK

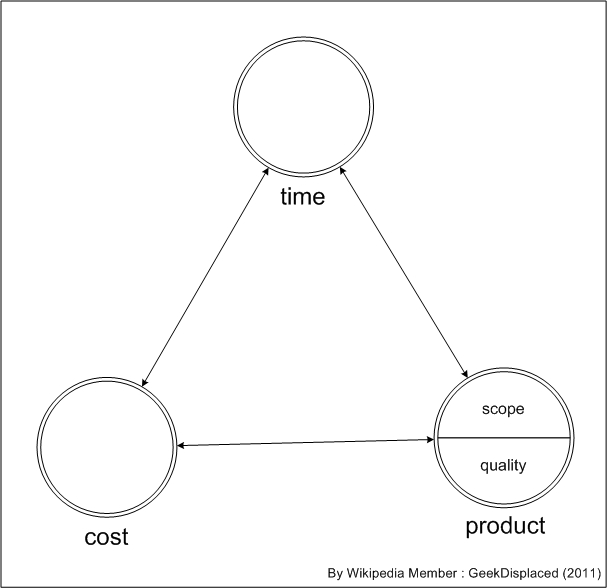
Interpretace trojúhelníkového modelu